# Philoxenos von Mabbug
Mor Philoxenos von Mabbug, syrisch-aramäisch: ܡܪܝ ܦܝܠܘܟܣܢܘܣ ܕܡܒܘܓ auch Xenajas von Mabbug und Aksenāyâ Mabûḡāyâ (* um 440/50 in Tahal in Beth Garmai; † 10. Dezember (?) 523 in Philippopolis in Thrakien) war ein syrischer Theologe, der sich als Gegner der Zwei-Naturen-Lehre des Konzils von Chalcedon profilierte.

## Leben
Er studierte in Edessa und im Kloster Mor Gabriel im Tur Abdin, wo er auch eine Weile als Mönch weilte. Später wurde er Bischof von Mabbug (16. August 485 durch Petrus Fullo) und wirkte in Antiochia an Bestrebungen mit, die zur Absetzung zweier Patriarchen (484 Calendion, 512 Flavianus von Antiochia) und zur Rehabilitation von Petrus Fullo sowie Einsetzung Severus von Antiochias führten. Sein Episkopat widmete er dem Kampf gegen das Konzil von Chalcedon. Er wurde 519 durch Justin I., der den Monophysitismus im Gegensatz zu Zenon und Anastasios I. nicht mehr tolerierte, nach Paphlagonien und dann nach Philippopolis in Thrakien verbannt, wo er in hohem Alter starb.
Philoxenos veranlasste eine Überarbeitung des syrischen Neuen Testaments (genannt Philoxeniana, heute verloren), welche dem griechischen Text näher war.
Unter dem Namen des Philoxenos sind drei Anaphoren, d. h. Formulare der eucharistischen Liturgie, überliefert.
Sein Werk ist durch die Schönheit seiner Sprache und die Verbindung syrischer und alexandrinischer Tradition geprägt. Er gilt als Vertreter des Theopaschitismus. In der Syrisch-Orthodoxen Kirche von Antiochien wird er hoch geschätzt und als Heiliger verehrt. Seine Feste sind am 18. August (Ordination), am 10. Dezember (Tod) und am 18. Februar (Translation).